# Eloise al Plaza
Eloise al Plaza è un film della Disney del 2003, diretto da Kevin Lima.

## Trama
La protagonista, Eloise, è una bambina di 6 anni che vive con la sua tata al Plaza hotel, dove si diverte a mettere in subbuglio il lavoro di tutti gli impiegati.